# سادوفسکی ۱۸۷۰۲
سیارک ۱۸۷۰۲ (به انگلیسی: 18702 Sadowski، نامگذاری:1998HG68) هجده هزار و هفتصد و دومین سیارک کشف شده است که در ۲۱ آوریل ۱۹۹۸ کشف شد.
قدر مطلق سیارک برابر ۱۶٫۲ است.